# Robert Todd Carroll
Robert Todd Carroll (Joliet 18 de mayo de 1945 - Davis (California), 25 de agosto de 2016) Ph.D. fue un escritor y académico estadounidense autor de varios libros y ensayos sobre escepticismo científico, entre ellos destaca The Skeptic's Dictionary (1994). 

## Infancia y educación
En 1974 obtuvo su doctorado en filosofía en la Universidad de California, San Diego. Su tesis doctoral, publicada en 1975, versaba la filosofía religiosa de Edward Stillingfleet. 

## Carrera
Hasta su jubilación en 2007, Carroll estuvo ejerciendo como profesor de filosofía en el Sacramento City College.
Tenaz defensor del ateísmo, el escepticismo científico y el pensamiento crítico, en 1994 creó el Diccionario Escéptico (Skeptic's Dictionary) en Internet. Al principio tan solo contaba con cincuenta artículos, la mayoría de ellos eran sobre falacias lógicas y pseudociencia. Actualmente la página web dispone de cientos de artículos, algunos de los cuales tratan temas relacionados con lo paranormal y sobrenatural. La página recibe más de un millón de visitantes al mes y las entradas del diccionario han sido traducidas a más de una docena de idiomas.
Carroll ha sido entrevistado varias veces por algunos medios de comunicación importantes, periódicos locales, como Davis Enterprise, y grupos que promueven el escepticismo científico, como la New England Skeptical Society y Media Man Australia.